# 周锋
周锋（1971年3月—），湖北安陆人。中华人民共和国政治人物。曾任湖北省财政厅党组书记、厅长，2024年10月出任中共咸宁市委书记。